# Lenningen (Luksemburg)
Lenningen (lb. Lenneng) − miejscowość i gmina (gemeng / commune / Gemeinde) w południowym Luksemburgu, w kantonie Remich. Do 3 października 2015 gmina leżała w dystrykcie Grevenmacher. Siedziba administracyjna gminy znajduje się w miejscowości Canach. Liczy 2070 mieszkańców (1 stycznia 2023).  

## Podział administracyjny
Do gminy należy sześć miejscowości, w tym dwa (Uertschaft) oraz cztery lieu-dit: 
1. Beyerholz, lieu-dit
2. Canach (Kanech)
3. Ënnescht Millen, lieu-dit
4. Hackenhof (Hakenhaff), lieu-dit
5. Lenningen (Lenneng)
6. Scheuerhof (Scheierhaff), lieu-dit